# Gudum Kirke (Aalborg Kommune)
 For alternative betydninger, se Gudum Kirke. (Se også artikler, som begynder med Gudum Kirke)
Gudum Kirke er en kirke i Gudumholm Sogn i Aalborg Kommune; indtil Kommunalreformen i 2007 lå det i Sejlflod Kommune, og før Kommunalreformen i 1970 lå det i Fleskum Herred (Aalborg Amt).
Kirken er bygget i 1100-tallet og begyndelsen af 1200-tallet. Kor og kirkeskib er bygget af granitkvadre med en halvrund apsis længst mod øst. Apsis er bygget op mod korets østmur og er måske lidt yngre end koret.

## Eksterne kilder og henvisninger
- Wikimedia Commons har flere filer relateret til Gudum Kirke (Aalborg Kommune)
- Gudum Kirke på KortTilKirken.dk